# Lawrence Brown

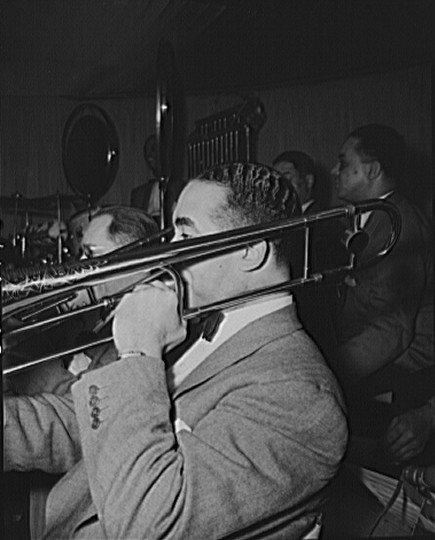
Lawrence Brown in april 1943

Lawrence Brown, bijnaam "Deacon", (Lawrence (Kansas), 3 augustus 1907 - Los Angeles, 5 september 1988) was een Amerikaanse jazz-trombonist. Hij werd vooral bekend door zijn werk in het orkest van Duke Ellington, waar hij bijna dertig jaar actief was.

## Biografie
Brown, de zoon van een pastoor en een kerkorganiste (hierdoor kreeg hij in de band van Ellington de bijnaam "Deacon"), groeide op in Pasadena. Hij leerde verschillende muziekinstrumenten bespelen, maar koos uiteindelijk voor de trombone. Hij begon zijn muzikale loopbaan in de bands van Curtis Moseby, Charlie Echols en Paul Howard (waarmee hij rond 1929 zijn eerste opnames maakte). In 1930 speelde hij in het orkest van Les Hite, naast onder meer Lionel Hampton, en begeleidde daarmee Louis Armstrong op plaatopnames. In 1932 werd hij lid van de band van Ellington, waar hij tot 1951 speelde. Hierna trad hij toe tot de nieuwe groep van Ellington-saxofonist Johnny Hodges, met wie hij al vanaf 1938 in verschillende kleine groepen met Ellington-sidemen had gespeeld. Vanaf 1953 was Brown freelancer (hij speelde bijvoorbeeld mee op opnames van Big Joe Turner) en vanaf 1957 was hij in vaste dienst van CBS, als studiomuzikant. Van 1960 tot 1970 speelde Brown opnieuw in het orkest van Ellington. Hierna was hij niet meer actief in de muziek, maar werkte hij onder meer als economisch adviseur in de herverkiezingscampagne van Richard Nixon en bij de vakbond voor muzikanten in Los Angeles, 'Local 47'.
Ellington waardeerde Brown niet alleen om zijn spel bij ballads, maar ook als begeleider van vocalisten. Ook kon hij met snel spel 'hot' improviseren. Met Tricky Sam Nanton en Juan Tizol vormde hij jarenlang een van de sterkste trombonesecties in de bigbandwereld. Voor Ellington heeft Brown overigens ook verschillende nummers gecomponeerd, waaronder "Translucency" en The Golden Cress". Met zijn melodische spel bij ballads en zijn snelle spel inspireerde hij veel trombonisten, van Tommy Dorsey tot Bill Harris. 
Brown heeft slechts een paar albums als leider opgenomen. Als sideman is hij echter te horen op veel opnames, van onder meer Jimmy Rushing, Earl Hines, Wild Bill Davis, Jo Jones, Varetta Dillard, Mickey & Sylvia, LaVern Baker, Billie Holiday, Paul Robeson, Al Sears, Frank Sinatra en Clarence Williams.

## Discografie
- Slide Trombone Featuring Lawrence Brown, Verve, 1955
- Inspired Abandon, Impulse! Records, 1965